# Psilaspilates bistrigata
Psilaspilates bistrigata är en fjärilsart som beskrevs av Max Joseph Bastelberger 1907. Psilaspilates bistrigata ingår i släktet Psilaspilates och familjen mätare. Inga underarter finns listade.